# Artane
Artane är en stadsdel i Irlands huvudstad Dublin, 6 km norr om stadens centrum. Artane ligger 39 meter över havet och antalet invånare är 5 328.